# Josep Maria Puig i Salellas
Josep Maria Puig Salellas (Girona, 12 de febrer de 1924 - Barcelona, 26 de maig de 2007) fou un notari català, membre de l'Institut d'Estudis Catalans.

## Biografia
Josep Maria Puig i Salellas va néixer a Girona, fou fill d'Ignasi Puig i Bayer i de Concepció Salellas i Llobet, casats a Girona l'octubre de 1922. Llicenciat en dret i en filosofia i lletres per la Universitat de Barcelona, guanyà les oposicions a notari el 1953. Fou notari de Barcelona el 1970 i degà del Col·legi de Notaris de Catalunya del 1976 al 1980. Membre de l'Acadèmia de Jurisprudència de Catalunya, de l'Acadèmia de Ciències Econòmiques i Financeres i de la Comissió Jurídica Assessora de la Generalitat de Catalunya. Fou president del Consell Social de la Universitat de Barcelona (1986-1999) i membre numerari de l'Institut d'Estudis Catalans. De la seva activitat en aquesta institució, destaca l'Informe de l'Institut d'Estudis Catalans al Parlament de Catalunya sobre la reforma de l'estatut.
Puig Salellas va ser el més jove de la darrera gran generació de notaris catalans (Ramon Faus i Esteve, Noguera, Roca-Sastre, Figa…), que es caracteritzava per la solidesa de la formació, l'arrelament al país i el compromís de servei a la societat. Des del deganat del Col·legi de Notaris (1976-1980), just en el moment de la transició democràtica, va tenir ocasió de participar, a l'ombra, en la redacció d'alguns articles del projecte d'Estatut de 1979, tal com va col·laborar, també, en la del de 2006.
Puig Salellas manifestà sempre una independència total i un compromís profund amb Catalunya, la seva llengua i les seves institucions. Cal destacar dues aportacions significatives: la de la reflexió profunda sobre els drets històrics de Catalunya i la construcció de la teoria de la doble oficialitat lingüística, en ambdós casos en el marc limitat que resulta de la Constitució Espanyola de 1978. També va ser molt crític amb la interpretació restrictiva que el Tribunal Constitucional ha fet de la Constitució i de l'Estatut de 1979.
Per Puig Salellas els drets històrics de Catalunya arrelaven en el constitucionalisme pactista tradicional però els configurava, actualitzats i sempre des d'una òptica democràtica, en una mena de doble pacte entre la societat civil i el poder públic i entre Catalunya i l'Estat, que el duia a tesis clarament sobiranistes, tot i defensar la constitucionalitat de l'Estatut de 2006 i exigir-ne el seu ple desplegament. Pel que fa a l'acció política, Puig Salellas es va caracteritzar per defugir alhora, el conformisme, que considerava empobridor, i "el tot o res", que considerava estèril.
Va contribuir a establir els principis bàsics del tractament jurídic de la doble oficialitat lingüística i els altres conceptes essencials de l'ordenació jurídica dels usos lingüístics. És a iniciativa seva que, l'any 1985, el II Congrés Internacional de la Llengua catalana va comptar amb una àrea de Llengua i Dret, que ell va presidir, les conclusions de la qual van ser fonamentals per a la configuració del concepte de "llengua pròpia".
Va participar d'una manera activa en el procés de modernització del dret civil català col·laborant en la redacció d'una bona part de les lleis aprovades entre 1984 i 2002 i era un partidari convençut de la supressió de la llegítima i, en general, de les institucions que limiten la llibertat civil de les persones.
Convençut de la importància del notariat en la història social de Catalunya, va ser secretari, i després president de la Fundació Noguera, instituïda per un dels seus mestres, Raimon Noguera i de Guzman, amb la finalitat de promoure la preservació i difusió del contingut dels arxius notarials.
Va col·laborar en diferents diaris (l'AVUI i La Vanguardia principalment) amb una prosa irònica i incisiva però sempre elegant i respectuosa.
El 1983 va ser distingit amb la Creu de Sant Jordi.

## Obres
- De remences a rendistes: els Salellas (1322-1935). Fundació Noguera (1996). ISBN 84-7935-273-6.
- Catalunya, la penúltima cruïlla. Edicions 62 (2003). ISBN 84-7739-055-X.
- Història difícil de quatre dones. Edicions 62 (2007).

Així com nombrosos treballs sobre dret català.

## Fons personal
La Biblioteca de la Universitat de Girona custodia el Fons Josep Maria Puig i Salellas, format per uns 420 llibres i una trentena de títols de revista, en la seva majoria de temàtica de dret. Es tracta d'un fons d'un gran valor en especial per a l'estudi del dret civil català, patrimonial, notariat i legislació autonòmica i lingüística.
El Fons es pot consultar a la Biblioteca del campus Montilivi de la Universitat de Girona.